# Тума
Ту́ма (до 1917 года — Никола́евская Ту́ма) — посёлок городского типа в Клепиковском районе Рязанской области. Впервые упоминается в 1518 году как финно-угорское село, расположенное в центре мещёрских лесов, на тракте из Переяславля-Рязанского во Владимир и Касимов.
До Революции неподалёку располагалось село Тума Воскресенская, которое после 1917 года было переименовано в Воскресенское. Статус посёлка городского типа был получен в 1938 году.

## Топонимика
Компонент Тума имеет финно-угорское происхождение. Его объясняют на материале мокша-мордовского, эрзя-мордовского и марийского языков. Мокшанское «Тума» — «Дуб», Эрзянское «Тумо» — «Дуб», марийское «Тум» — «Глушь», «Непроходимый лес»). Из татарского «Тума» «отпрыск, потомство; родственник, родной». До XIX века территория Тумы была частью леса, глушью, где люди не жили. Из этого следует, что по топонимике Тума — глухой лес.

## Расположение
Посёлок расположен на крайнем севере Рязанской области, в 10 км от границы с Владимирской областью. Стоит на реке Нарма (приток реки Гусь), в центральной части Мещерской низменности на небольшом возвышении — Егорьевско-Касимовской моренной гряде. Расстояние до районного центра — 25 км, до Рязани — 100 км, до Москвы — 200 км.

## История
Тума впервые упоминается в 1518 году и до конца XIX века считалась настоящей глухоманью.
Статус посёлка городского типа получен в 1938 году, до того времени — село. Первоначальное название — Николаевская Тума, первый компонент которого связан с местной церковью: населённый пункт упоминается в писцовых книгах 1637—1648 гг. как погост с церквями во имя Николая Чудотворца и Ильи Пророка. Название Николаевская Тума было противопоставлено названию Воскресенская Тума, которое носило соседнее селение (село Воскресенье). В начале XVII века Тумская волость относилась к Владимирскому уезду, в 1778 году она . отнесена к Касимовскому уезду Рязанского наместничества и состояла из села Тумы Николаевской волости и станции Тума узкоколейной Рязанско-Владимирской железной дороги. После 1917 года во избежание ассоциаций с именем императора Николая II село стало называться Тумой.
В 1921 году вошла в состав Спас-Клепиковского уезда. В 1924 году, из-за упразднения Спас-Клепиковского уезда, Тума вошла в состав Рязанского уезда. В 1929 году Тума вошла в Рязанский округ Московской области, образовав Тумский район. В 1930 году Тума вошла в состав Рязанской области.
В начале 1930 года здесь произошло антиколхозное выступление крестьян. Поводом послужило закрытие сельской Троицкой церкви районной властью. С требованием открыть её в ночь на 23 февраля выступило 150 человек, а на следующий день их было уже 500. Такие же требования были высказаны ещё в 5 соседних селениях, а в 4 селениях раздавались лозунги «Долой колхозы!». Как отмечали чекисты, возглавлявшие движение элементы пытались придать ему политический характер, выставляя лозунг «Долой коммунистов!». Движением были охвачены Тума, Тверино, Извеково, Ветчаны и Спирино. В последнем 28 февраля совершено покушение на заместителя секретаря Тумского райкома ВКП(б) Брусилова — в него выстрелили из револьвера.

В 1963 году Тумский район был упразднён. 3 марта 1964 года его территория вошла в состав Клепиковского района. В 1970-80-х годах массово строились новостройки в Подмосковье, много жителей поселка Тума уехало туда работать, да так и остались там жить обзаведясь семьями.
- Тумский район

## Население
| 1859  | 1897  | 1906  | 1926  | 1939  | 1959  | 1970  |
| ----- | ----- | ----- | ----- | ----- | ----- | ----- |
| 454   | ↗965  | ↗1007 | ↗2110 | ↗4241 | ↗6937 | ↗7396 |
| 1979  | 1989  | 2002  | 2009  | 2010  | 2012  | 2013  |
| ↘7211 | ↘7082 | ↘6596 | ↘6340 | ↘6163 | ↘6153 | ↘6113 |
| 2014  | 2015  | 2016  | 2017  | 2018  | 2019  | 2020  |
| ↘6036 | ↘5961 | ↘5915 | ↘5899 | ↘5842 | ↘5779 | ↘5711 |
| 2021  | 2023  |       |       |       |       |       |
| ↘5402 | ↘5350 |       |       |       |       |       |

## Экономика
В посёлке действует тумское автотранспортное предприятие и рязанский леспромхоз, асфальтобетонный завод, предприятие «Сельхозтехника», швейная фабрика, питомник, деревообрабатывающий комбинат. Пищевая промышленность представлена молочным заводом и фермерскими хозяйствами. В окрестностях посёлка располагается газокомпрессорная станция «Тума».
Сфера торговли представлена сетевыми универсамами («Магнит», «Пятёрочка», «Дикси», «Авакадо», «Красное и Белое», Бристоль, Скопинский ПМК, «Великолукский мясокомбинат»,Ozon). Раз в неделю, по четвергам в Туме работает вещевой и сельскохозяйственный рынок.
В посёлке работают отделения Почты России, Сбербанка, действует метеостанция.
В Туме находится больница и станция скорой медицинской помощи, расположенные посреди лесного бора в близлежащем селе Снохино.
Работают средние школы № 3 и № 46, три детских сада («Ромашка», «Огонёк», «Ручеёк»), Дом Творчества, музыкальная и спортивная школа, специализирующаяся на лыжном спорте, детская и поселковая библиотеки. В посёлке также открыты стадион «Локомотив», парк «Железнодорожник» и кинотеатр «Юность».

## Транспорт
Через посёлок проходят трассы Р105 и Р132, соединяющие Москву с Касимовым и Туму с Владимиром. Расстояние до Касимова — 60 км, до Рязани — 100 км, до Москвы — 205 км, до Владимира — 130 км.
Автостанция Тума располагается на развилке этих дорог, и обслуживает межобластные и транзитные маршруты на Москву, Владимир, Муром, Нижний Новгород и Иваново, внутриобластные на Рязань, Спас-Клепики, Касимов и местные перевозки.
Тума — исторический железнодорожный узел на севере Рязанской области (станция Тумская). В конце XIX века через посёлок была проложена линия Рязанско-Владимирской узкоколейной железной дороги, и почти на столетие Тума стала ассоциироваться именно с ней. В Туме было построено крупное железнодорожное и локомотивное депо.
В 1924 году участок магистрали на отрезке Тума — Владимир был перешит на широкую колею, и тумское депо стало обслуживать сразу два вида железнодорожной техники.
В 2011 году руководство Горьковской железной дороги несмотря на многочисленные протесты со стороны общественности и статуса исторического памятника Рязанской области демонтировало все узкоколейные железнодорожные пути, оставив на станции обслуживание только широкой колеи.
Неподалёку от посёлка также проходит магистральный газопровод Нижняя Тура — Пермь — Горький — Центр, на котором размещена компрессорная станция.

## Культура и достопримечательности
В Туме располагается Церковь Троицы Живоначальной, построенная в 1823 года, уникальная своим мраморным иконостасом. Здание церкви является памятником архитектуры. В лесах неподалёку от посёлка находится кладбище спецгоспиталя НКВД № 5963, на котором похоронены немецкие и румынские солдаты. В настоящее время там сооружён мемориальный комплекс.
Тума также привлекает индустриальных туристов комплексом ширококолейных и узкоколейных депо, оставшихся от Мещерской магистрали. На железнодорожной станции Тумская открыт музей узкоколейной железнодорожной техники.
В окрестностях Тумы также располагаются затерянные в лесах бывшие станционные посёлки и лагеря НКВД, память о которых сохранилась в названиях населённых пунктов — Первое Мая, Чарусский, Оборона, Лубяники. Рядом с посёлком Голованово находятся остатки печально известного посёлка Курша-2, в котором в результате пожара летом 1936 года погибло 1200 человек.
Рядом с селом Ветчаны, в котором жил и работал русский писатель А. И. Куприн располагается урочище Курша, в котором во времена Олега Рязанского переселились выходцы из литовского княжества, создававшие в этих землях крупную католическую общину.
В центре посёлка располагается ансамбль домов дореволюционной архитектуры конца XIX — начала XX века. В 2021 году в посёлке открыт Дом-музей тумского сказителя «Были — небыли».
В 2018 году Тума отметила 500-лет со дня основания.
В 2019 году по результатам конкурса «Самое благоустроенное городское поселение Рязанской области» Тума получила Диплом II Степени и денежную премию в размере 300 тысяч рублей. В 2023 году в Туме открылся исторический музей — «Постоялый двор на Касимовском тракте», получил Гран — при межрегионального фестиваля-конкурса «Рязанскую поневу за кремлем видно» . Церковь Троицы Живоначальной отмечает 200 — летие (1823—2023).
19 декабря 2024 года в Туме открыли памятник Просветителям Тумы - Протоиерею Остроумову Стефану и земскому врачу Владимиру Павловичу Клевезалю.

## Связь
Посёлок имеет собственную автоматическую телефонную станцию и центральное почтовое отделение. Мобильная связь представлена компаниями Tele2, МТС, Билайн, Мегафон.
Доступ в интернет осуществляет «Ростелеком» и Вайтнет (WhiteNet), операторы мобильной связи, предоставляющими беспроводной доступ по технологии 3G, 4G.

## Галерея
|                                                |                    |                                               |                              |
| Тумская средняя общеобразовательная школа № 46 | Водонапорная башня | Музей узкоколейной техники на станции Тумская | Здание Тумской администрации |
|                                                |                    |                                               |                              |
| Тума. Вид сверху.                              | Тумская больница   | Тумская железнодорожная станция               | Дом культуры «Юность»        |

## Интересные факты
- В Туму после Великой Отечественной войны переселилась американская писательница и коммунистка Мэри Рид, написавшая о посёлке стихи:

Ты не жалеешь тепла и ласки,
И, хлынув солнцем с лесных опушек,
Ты освещаешь и греешь душу.
Смотрю и вижу улыбку сосен,
И забываю седую осень...
И крепче руки, светлее думы.
Твоё я сердце узнала, Тума.
Землёю русской, любой полянкой
Прими ты сердце американки.
- Окрестности Тумы и Спас-Клепиков стали одним из излюбленных мест К. Г. Паустовского. Здесь находится место действия рассказов «Мещёрская сторона», «Кордон 273».
- Неподалёку от Тумы, в имении Ветчаны жил русский писатель А. И. Куприн. Действие в его рассказе «Попрыгунья-стрекоза» происходит в Туме.
- Упоминается в романе-притче Анатолия Кима «Отец-лес». «О милосердная дорога, ты уже подвела к самым колесам моей машины серый рабочий посёлок Туму. В его широкой панораме самым выразительным местом является чёрная труба асфальтового завода, изрыгающая в небо клубы чёрного дыма».

## Известные жители
- Сергей Дворецкий (1960—2014) — поэт и прозаик, лауреат международного литературного конкурса имени Николая Рубцова «Звезда полей», член Союза писателей России[30][31]
- Матфий Касимовский (Матвей Михайлович Рябцев) (1871—1918) — священномученик Русской Православной Церкви[32].
- Владимир Клевезаль (1864—1927) — известный земский врач, заведовал медицинским участком в селе Тума, а затем своей частной амбулаторией там же. Был членом Поместного Собора Русской Православной Церкви 1917—1918 годов от мирян[33], после которого в советское время неоднократно подвергался арестам и преследованиям, как дворянин и монархист[34][35][36].
- Стефан Остроумов (1861—193?) — священник Троицкой церкви села Николаевская Тума, член IV Государственной думы от Рязанской губернии.
- Николай Турбин (1912—1998) — советский генетик и селекционер, академик АН Белорусской ССР. Отец русской поэтессы и учёного-генетика Любови Турбиной.
- Константин Треков (1919—1952) — участник Великой Отечественной войны, штурман 3-го класса, советский лётчик-испытатель, старший лейтенант.[37]
- Рюрик Трунин (2 марта 1933 — 29 мая 2016) — российский учёный в области экспериментальной физики, дважды лауреат Государственной премии СССР.
- Мэри Рид — американская писательница и коммунистка, переселившаяся из США в СССР. Была репрессирована, после освобождения поселилась в Туме.